# NPDC1

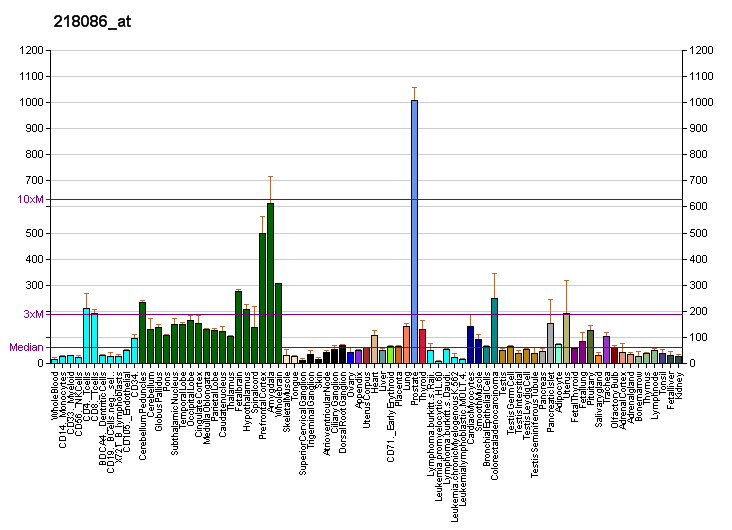
Patrón de expresión génica del gen NPDC1

La proteína 1 de control y diferenciación de la proliferación neural es una proteína que en humanos está codificada por el gen NPDC1 .

## Interacciones
Se ha demostrado que NPDC1 interactúa con E2F1.